# Twarres
Twarres is een Nederlandse band, bestaande uit Mirjam Timmer en Kristian Dijkstra. Twarres is een afgeleide van het Friese twaresom wat 'met zijn tweeën' betekent.

## Biografie
Het tweetal Mirjam Timmer en Johan van der Veen, afkomstig uit het Friese Warga, begon al vroeg samen te zingen en won in 1999 de tweede prijs en de publieksprijs van het Friese Songfestival Liet, met het liedje Wêr Bisto (Waar ben je?). Van dit nummer mocht als prijs een single worden opgenomen. De single kwam op 10 juli 2000 uit en behaalde een notering in de onderste regionen van de Mega Top 100.
Toen Twarres door Paul de Leeuw werd uitgenodigd in zijn programma Huis van Oranje en zij hier opnieuw hun nummer Wêr Bisto speelden, werd de single populairder. Het duo stapte over naar de platenmaatschappij EMI en de single werd opnieuw opgenomen. Marco Borsato vroeg Twarres om mee te spelen tijdens zijn concerten. Twarres steeg nu zeer snel op de hitlijst en stootte ten slotte U2 van de eerste plaats. Wêr Bisto is de enige Friestalige nummer 1-hit ooit in Nederland, ook in Vlaanderen werd het de eerste Friese nummer 1-hit ooit. In Wallonië bereikte het nummer de zesde plaats in de hitparade.
De opvolger She Couldn't Laugh (7 mei 2001) en het debuutalbum Stream (verschenen op 25 juni 2001) waren beide grote hits in Nederland en België. In 2002 ontving Twarres een Edison in de categorie Nieuwe Groep Nationaal. Later in 2002 kwam het vervolg in de vorm van het album CD² (28 oktober) en de singles I need to know (30 september), Tell Me (maart 2003) en I'll See You. Een theatertournee werd een succes en werd met enkele reprises opgevolgd. In november 2003 kondigden Timmer en Van der Veen aan dat ze niet meer als duo verder zouden gaan. Op 21 december 2003 was het laatste concert, in de voormalige zuivelfabriek in Warga waar hun carrière ooit begon. In 2004 had Twarres nog wel een gastrol in de VPRO televisieserie De Troubabroers.
Timmer heeft onder de artiestennaam "MIR" een soloalbum uitgebracht. Een van de nummers op dit album, The deep blue sea, is een duet met zanger Jim Kerr van de Simple Minds.
Als gevolg van een neurologische aandoening bij Van der Veen (ataxie van Friedreich) vormt Mirjam Timmer (na samenwerkingen met o.a. Auke Busman en Joost Bloemendal) nu met Kristian Dijkstra het huidige Twarres. Op 11 maart 2016 kwam een nieuwe single uit, genaamd Fûgelfrij. Op 4 november 2016 volgde She won't let go. Deze single werd tijdens het premièreconcert in de Neushoorn te Leeuwarden uitgereikt door Ernst Jansz. In 2017 was Twarres de "Friese ambassadeur van de vrijheid" en maakte Twarres de titelsong van de bioscoopfilm Spaak, genaamd Tink Oan My, uitgebracht op 25 augustus 2017.
In november 2019 stond Twarres opnieuw op Liet, het Fries Songfestival.

## Discografie

### Albums
| Album met eventuele hitnotering(en) in de Nederlandse Album Top 100 | Datum van verschijnen | Datum van binnenkomst | Hoogste positie | Aantal weken | Opmerkingen |
| ------------------------------------------------------------------- | --------------------- | --------------------- | --------------- | ------------ | ----------- |
| Stream                                                              | 25-06-2001            | 07-07-2001            | 1(3wk)          | 39           |             |
| CD²                                                                 | 25-10-2002            | 09-11-2002            | 29              | 13           |             |

| Album met hitnotering(en) in de Vlaamse Ultratop 200 albums | Datum van verschijnen | Datum van binnenkomst | Hoogste positie | Aantal weken | Opmerkingen |
| ----------------------------------------------------------- | --------------------- | --------------------- | --------------- | ------------ | ----------- |
| Stream                                                      | 25-06-2001            | 07-07-2001            | 1(2wk)          | 37           |             |
| CD²                                                         | 25-10-2002            | 09-11-2002            | 10              | 10           |             |

### Singles
| Single met eventuele hitnotering(en) in de Nederlandse Top 40 | Datum van verschijnen | Datum van binnenkomst | Hoogste positie | Aantal weken | Opmerkingen                          |
| ------------------------------------------------------------- | --------------------- | --------------------- | --------------- | ------------ | ------------------------------------ |
| Wêr bisto                                                     | 2000                  | 16-09-2000            | 1(6wk)          | 21           | Platina Nr. 1 in de Mega Top 100     |
| She couldn't laugh                                            | 2001                  | 19-05-2001            | 4               | 12           | Alarmschijf Nr. 6 in de Mega Top 100 |
| Children                                                      | 2001                  | 13-10-2001            | 20              | 6            | Nr. 18 in de Mega Top 100            |
| I need to know                                                | 2002                  | 28-09-2002            | tip 6           | -            | Nr. 51 in de Mega Top 100            |
| I'll see you                                                  | 2003                  | 26-07-2003            | tip 4           | -            | Nr. 24 in de Mega Top 50             |
| Fûgelfrij                                                     | 2016                  |                       |                 |              |                                      |
| She won't let go                                              | 2016                  |                       |                 |              |                                      |
| Tink Oan My                                                   | 2017                  |                       |                 |              |                                      |

| Single met hitnotering(en) in de Vlaamse Ultratop 50 | Datum van verschijnen | Datum van binnenkomst | Hoogste positie | Aantal weken | Opmerkingen |
| ---------------------------------------------------- | --------------------- | --------------------- | --------------- | ------------ | ----------- |
| Wêr bisto                                            | 2000                  | 25-11-2000            | 1(4wk)          | 23           |             |
| She couldn't laugh                                   | 2001                  | 19-05-2001            | 4               | 16           |             |
| Children                                             | 2001                  | 13-10-2001            | 18              | 23           |             |
| I need to know                                       | 2002                  | 19-10-2002            | 43              | 4            |             |
| Fûgelfrij                                            | 2016                  | 23-04-2016            | tip             | -            |             |

### NPO Radio 2 Top 2000
| Nummer met noteringen in de NPO Radio 2 Top 2000 | '01 | '02 | '03 | '04 | '05 | '06 | '07 | '08 | '09  | '10  | '11  | '12  | '13  | '14  | '15  | '16  | '17  | '18  | '19  | '20  | '21  | '22  | '23  | '24  |
| ------------------------------------------------ | --- | --- | --- | --- | --- | --- | --- | --- | ---- | ---- | ---- | ---- | ---- | ---- | ---- | ---- | ---- | ---- | ---- | ---- | ---- | ---- | ---- | ---- |
| Wêr bisto                                        | 213 | 241 | 351 | 732 | 722 | 854 | 825 | 647 | 1001 | 1022 | 1090 | 1213 | 1193 | 1247 | 1430 | 1785 | 1794 | 1830 | 1835 | 1846 | 1843 | 1678 | 1715 | 1676 |

1. ↑  Een vetgedrukt getal geeft de hoogste notering aan.
2. ↑  2001 was het eerste jaar met een notering voor dit nummer.